# Betty George (menedżerka)
Betty George, właśc. Betty Wagner z domu Hanson (ur. 1913, zm. 3 czerwca 2011 w Gearhart) – menedżerka w wrestlingu, uznawana za pierwszego valeta w historii i żona wrestlera Gorgeous George’a.

## Życiorys
Urodziła się w 1913. Przed 1939 pracowała jako kasjerka w kinie w Eugene w stanie Oregon.
W 1939 poślubiła wrestlera George’a Raymonda Wagnera, który wkrótce miał stać się znany pod swoim pseudonimem Gorgeous George. Ślub odbył się w ringu w jej mieście rodzinnym. Widowni tak się spodobało widowisko, że para wystawiała swój ślub w ringu wielokrotnie na innych arenach. Betty Wagner została pierwszym valetem w wrestlingu. Używała pseudonimu Betty George. Towarzyszyła mężowi, gdy ten wchodził na ring i ostrożnie składała jego szaty przed walką. Wchodziła też w interakcje z publicznością, na przykład policzkując fanów, którzy buczeli z powodu jej męża. Para rozwiodła się w 1952.
Betty Wagner nie tylko sama była ważnym elementem gimmicku Gorgeous George’a, ale też pomogła go ulepszyć. Uszyła szatę, w której jej mąż wchodził na ring i zachęciła go do przyjęcia pseudonimu ringowego Georgous George (pl. Przepiękny George), który przypadkowo wymyśliła jej matka, po tym jak zobaczyła go w szatach.
W 2010 reprezentowała swojego zmarłego byłego męża Gorgeous George’a na ceremonii dołączenia do galerii sławy WWE Hall of Fame.
Miała czwórkę dzieci o imionach Carol Kelley, Donnie, Rex i Honi.
Zmarła 3 czerwca 2011 w Gearhart w stanie Oregon w wieku 98 lat